# Église Saint-Étienne de Reux
L'église Saint-Étienne de Reux est une église catholique située à Reux, en France.

## Localisation
L'église est située dans le département français du Calvados, sur la commune de Reux.

## Historique
L'édifice date de la fin du XVe et du  XVIe siècle selon Arcisse de Caumont . 
L'église possède un portail daté de la seconde moitié du XVIe siècle selon le même auteur. Le chœur n'est pas aligné sur la nef et est daté du même siècle.
La tour est la partie la plus ancienne de l'édifice, datée des XIIe et XIIIe.
L'édifice est inscrit au titre des monuments historiques le 21 décembre 2015.
La nomination appartenait au seigneur.

## Description
La tour carrée possède des modillons et se termine en forme de pyramide. Un escalier est accolé à l'un de ses côtés.
Le portail est pourvu de colonnes et d'une porte d'époque Renaissance. Le porche à colombage est réputé ainsi que les ifs centenaires. Le porche, construit postérieurement au portail, abrite deux bancs de bois. Celui situé au nord est pourvu, à son extrémité, d’une planche horizontale pivotante pouvant servir d’écritoire.
Le chœur possède une voûte en pierre alors que la nef n'a qu'un lambris de bois.
Le pignon est surmonté d'une représentation de Saint Georges terrassant le dragon du XVe.
À l'intérieur se trouvent des éléments de mobilier de la confrérie de charité avec une représentation de saint Étienne et de saint Roch, un lutrin du XVIIIe, une poutre de gloire du XVIIe. Outre le maître-autel, l'édifice comporte deux autels latéraux dédiés à la Vierge et à saint Roch.